# ERSTE Sklad
ERSTE Sklad (nemško DIE ERSTE österreichische Spar-Casse Privatstiftung ali ERSTE Stiftung) je sklad največje avstrijske hranilnice. Ustanovljena je bila l. 2003 na temeljih Prve avstrijske hranilnice (Erste Oesterreichische Spar-Casse) iz leta 1819. Kot sklad zasebne avstrijske hranilnice deluje v smeri splošne blaginje družbe, obenem pa ima tudi posebno vlogo v okviru ERSTE Skupine, je namreč njen največji posamični delničar. ERSTE Sklad z dohodkom od svojih delnic podpira razvoj družbe v osrednji in jugovzhodni Evropi.

## Poslanstvo Sklada
ERSTE Sklad je dejaven v osrednji in jugovzhodni Evropi. Njegovo poslanstvo temelji na ideji hranilnice iz 19. stoletja. Ta podpira družbeno udeležbo in dejavno civilno družbo; prizadeva si združevati ljudi ter prenesti spoznanja o polpretekli zgodovini področja, ki je od leta 1989 doživelo dramatične spremembe. Sklad je dejaven, tako da razvija lastne projekte v okviru treh programov: Družbeni razvoj, Kultura in Evropa

### Projekti (primeri)
- Akademija centralnoevropskih šol (ACES) – Čezmejna šolska mreža v 15 državah osrednje in jugovzhodne Evrope, ki je ustvarjena zaradi boljšega razumevanja evropskih vrednot in zmanjšanja predsodkov med mladimi.
- Balkanske štipendije za novinarsko izjemnost - Štipendije za novinarje iz devetih balkanskih držav. Dodeljujejo jih v sodelovanju z Balkanskim raziskovalnim omrežjem (BIRN) in Skladom Robert Bosch z namenom krepitve demokracije in svobode govora s pomočjo kakovostnega novinarstva v medijih.
- Štipendije ERSTE Sklada za družbeno raziskovanje – Deset vzhodnoevropskih znanstvenikov vsako leto dobi štipendijo za bolj podrobna raziskovanja socioloških, demografskih ali družbeno-političnih tem v okviru evropskega konteksta.
- Gender Check. Ženstvenost in možatost v umetnosti vzhodne Evrope – Prva razstava je bila posvečena temi spolnih vlog in je ponudila reprezentativni pregled umetnosti vzhodne Evrope od leta 1960. Na pripravi razstave v Muzeju moderne umetnosti na Dunaju, na kateri je več kot 200 umetnikov prikazalo preko 400 del, je sodelovalo 25 kustosov iz 24 držav. Razstavo so postavili tudi v Nacionalni galeriji Zaketa v Varšavi.
- KomenskýFond - Imenovan je po češkem renesančnem pedagogu Janu Komenskem. Sklad je nastal v sodelovanju z avstrijskim Karitasom in ERSTE Skladom. Ustanovljen je v devetih državah, njegov cilj je podpirati zmanjševanje revščine s pomočjo izobraževanja, še posebej za otroke v romskih skupnostih.
- PATERNS Lectures  - S to serijo predavanj Sklad podpira razvoj novih univerzitetnih izobraževanj v osrednji in jugovzhodni Evropi na področju umetnostne zgodovine, teorije kulture in kulturnih študijev. Sklad podpira tudi mednarodne študijske obiske učiteljev in  mednarodno akademsko izmenjavo preko možnosti organizacije gostujočih predavanj.
- tranzit.org – Je neodvisna tranzitna mreža, ki deluje v Avstriji, na Češkem, Madžarskem in Slovaškem. Vsaka lokalna enota Tranzita ima svoj avtonomni način dela, sodeluje pri nekaj umetniških projektih ter organizira predavanja, predstave, razprave, razstave, raziskovanja ter izdaja publikacije,. Leta 2010 je bila ekipa Tranzita ena od treh ekip kustosov za bienale evropske umetnosti Manifesta 8, ki se je odvijalo v španskem mestu Murciji.

### Socialno bančništvo in finančna vključenost
Glede na to, da predstavlja hranilniški skald, ERSTE Sklad deluje v smeri ideje družbene hranilnice iz XIX. stoletja. Zaradi tega, t. i. socialno bančništvo ter finančna vključenost predstavljata ključni temi v okviru programa z imenom Družbeni razvoj. Najbolj znani projekti s tega področja so:
- Die Zweite Sparkasse (Druga hranilnica) – banka za ljudi, ki ne morejo odpreti računa v nobeni drugi banki
- good.bee - organizacija Erste Skupine in ERSTE Sklada za mikrokreditiranje in družbeno podjetništvo
- Turneja družbenega podjetništva 2010 turneja in delavnice, organizirane po evropskih mestih, z namenom promocije družbenega podjetništva v vzhodni Evropi, katerega začetnik je Mohammad Yunus

### Nagrade

#### Nagrada ERSTE Sklada za družbena vključevanja
Vsako drugo leto od leta 2007 ERSTE Sklad dodeljuje Nagrado ERSTE Sklada za družbena vključevanja za projekte, ki uspešno podpirajo družbeno vključevanje ljudi v lokalnih skupnostih. V času javnega razpisa od približno 1000 prijavljenih projektov iz 12 držav (razpis iz leta 2011) izberejo 30 zmagovalcev, ki prejmejo denarne nagrade v skupnem znesku 610.000 evrov. Poleg tega nevladnim organizacijam, ki dobijo javno priznanje, ponujajo brezplačno podporo pri odnosih z javnostmi za delo na projektih in vključitev v mednarodno mrežo nevladnih organizacij (NVO). Svečano podelitev nagrade so doslej organizirali v Ljubljani (2007), Bukarešti (2009) in Pragi (2011).

#### Nagrada za kulturo in teorijo "Igor Zabel"
ERSTE Sklad je leta 2008 ustanovil Nagrado za kulturo in teorijo ”Igor Zabel”. Na ta način podpira delovanje umetnostnih zgodovinarjev in teoretikov na področju osrednje in vzhodne Evrope ter predstavlja spoznanja o umetnosti in kulturi s podpiranjem zbiranja ter izmenjave znanja na področju kulture med ‘vzhodom’ in ‘zahodom’. Nagrado so poimenovali po slovenskem avtorju, umetniškem kritiku in kustosu Igorju Zabelu (1958–2005), višjem kustosu Moderne galerije iz Ljubljane, ki je zaslužen za vzpostavitev kulturnih vezi med vzhodno in zahodno Evropo.

### Sodelovanje z drugimi Skladi na mednarodnih projektih
- Arkis mreža za jugovzhodno Evropo - Archis SEE Network
- Evropski sklad za Balkan - European Fund for the Balkans (EFB)
- Forum za vključitev Romov - Forum for Roma Inclusion
- Vzhodni Forum za ustanavljanje štipendijskih skladov - Grant Makers East Forum
- Fond za izobraževanje Romov - Roma Education Fund (REF)
- Umreževanje izobraževanja za evropsko državljanstvo  -  Networking European Citizenship Education (NECE)

## Zgodovina
Korenine Sklada segajo v XIX. Stoletje, ko je bila leta 1819 ustanovljena Prva avstrijska hranilnica “Erste österreichische Spar-Casse”.  Kot rezultat amandmaja na avstrijski Zakon o hranilnicah se je “Erste österreichische Spar-Casse” leta 1993 razdelila na operativno banko (Erste Bank AG) in holding (DIE ERSTE österreichische Spar-Casse Anteilsverwaltungssparkasse, skrajšano: AVS). Erste Banka združena z GiroCredit Bank AG der Sparkassen je vstopila na borzo l. 1997. AVS je tako postala največji delničar podjetja, ki od tedaj kotira na Dunajski borzi. AVS se je leta 2003 formalno spremenila v DIE ERSTE österreichische Spar-Casse Privatstiftung, skrajšano: ERSTE Stiftung (ERSTE Sklad), ki je po dveh letih začel z delom.
Prvi velik projekt je bila vključitev Zweite Wiener Vereins-Sparcasse oziroma Zweite Sparkasse ustanovljene leta 2006 in mreže Akademije srednjeevropskih šol (ACES), ki so jo ustanovili istega leta. Leta 2007 je bila v Ljubljani prva podetev Nagrade ERSTE Sklada za družbena vključevanja, prvič pa je bil objavljen tudi razpis za Balkanske štipendije za novinarsko izjemnost. Leta 2008 sta sledili Nagrada za kulturo in teorijo "Igor Zabel" in ustanavljanje organizacije good.bee. Leta 2009 sta televizijska kanala ORF in 3sat prva predvajala dokumentarno TV serijo "Balkan Ekspres (Vrnitev v Evropo)", drugič pa so na prireditvi v Bukarešti podelili Nagrado ERSTE Sklada za družbena vključevanja. Največji dosedanji projekt s področja kulture je bila razstava in sicer Gender Check v dunajskem muzeju MUMOK leta 2010. Istega leta je z namenom predstavitve koncepta družbenega podjetništva kot oblike trajnostne gospodarske dejavnosti Turneja družbenega podjetništva z Mohammadom Yunusom obšla šest vzhodnoevropskih držav oziroma njene prestolnice Dunaj, Bratislavo, Budimpešto, Prago, Bukarešto in Beograd. Istega leta so v Barceloni Nagrado za kulturo in teorijo “Igor Zabel” dodelili poljskemu zgodovinarju kulture Piotru Piotrowskemu. Leta 2011 so v Pragi 34 projektom iz 12 držav že tretjič podelili Nagrado ERSTE Sklada za družbena vključevanja.

## Pravni status
ERSTE Sklad je, kot je določeno v avstrijskem Zakonu o hranilnicah, sklad zasebne hranilnice.

### Odbori
Organe Sklada sestavljajo Upravni odbor, Nadzorni odbor in Združenje. Združenje zasebnih hranilnic ustanovljeno leta 1819, ki ima več kot 100 članov, izbira člane Nadzornega odbora in imenuje predsednika odbora. Nadzorni odbor imenuje člane Upravnega odbora ter nadzoruje delo uprave Sklada. Upravni odbor vodi delo Sklada ter odloča o porazdelitvi sredstev za financiranje projektov, s pomočjo Svetovalnega odbora, v katerem so mednarodni strokovnjaki.

### Zaposleni, proračun in projekti
ERSTE Sklad ima leta 2012 ima približno 35 zaposlenih. Sklad je v obdobju od svoje ustanovitve leta 2003 do konca leta 2010 za financiranje projektov odobril skupaj 40 milijonov evrov. V tem času je skupno število projektov, ki jih je ERSTE Sklad izpeljal in/ali podprl 548, od tega je bilo 110 prijavljenih na razpisih. Približno 80% letnega proračuna ERSTE Sklada vlagajo v projekte v okviru treh programov: Družbeni razvoj, Kultura in Evropa. Preostalih 20% sredstev so denarna sredstva dodeljena neprofitnim organizacijam za financiranje njihovih projektov.

### Članstvo v krovnih organizacijah
- Center evropskih skladov (European Foundation Centre - EFC)[4]
- Mreža evropskih skladov (Network of European Foundations  - NEF)[5]
- Združenje avstrijskih privatnih skladov (Verband österreichischer Privatstiftungen - VÖP)

## Knjižnica ERSTE Sklada
Knjižnica ERSTE Sklada, ustanovljena leta 2007, večinoma zbira literaturo v angleščini in nemščini. Ima približno 5000 naslovov in 35 periodičnih revij (2012). Teme zajemajo področja umetnosti, teorije medijev in zgodovine, manjšin in spolne enakopravnosti, teorije kulture in kulturne politike, ekonomskega in političnega razvoja, družbenega podjetništva in bančništva, novosti v skladih, filantropije, demografije, migracij, izobraževanja in spominov. Geografsko gledano je zbirka osredotočena na področje osrednje in jugovzhodne Evrope. Knjižnica je odprta za javnost. Zbirko si lahko ogledate v prostorih Sklada v prej dogovorjenem terminu.